# Et Portræt
Et Portræt er debutalbummet fra den danske sanger og satiriker Niels Hausgaard. Det blev udgivet i 1974, og indeholder "Først En Halv Time På Den Ene Side Så En Halv Time På Den Anden", der er en af Hausgaards mest kendte sange.
Albummet er produceret af Palle Juul og indspillet i hans Studio i Sønderholm "Quali Studio" i december 1973. Medvirkende musikere var Jens "Memphis" Nielsen, Jens Bjørn Hansen og Kalle Jørgensen . LP-coveret er et selvportræt malet af Niels Hausgaard . 
Forud for udgivelsen havde pladeselskabet udsendt en singleplade med to af albummets numre: "Først en halv time på den ene side og så en halv time på den anden" og "Skadeungen". 
I forbindelse med udgivelsen af hans første album udtalte Niels Hausgaard om at skrive sine sange på Vendelbomål "Vendelbomål er så godt at skrive på. Når man har lavet et vers, har det allerede sin egen melodi. Hvis man skriver på rigsdansk, lyder det som en trommesolo".   
"Menneskemusik" kalder Niels Hausgaard selv sine sange .       

## Spor
1. "Udmønstrings Vals" - 2:58
2. "Gamle Johansen" - 1:10
3. "Cykelstyrt" - 1:28
4. "Indignation" - 1:12
5. "Minder Ved Havnen" - 5:00
6. "Skomaleren" - 2:02
7. "Skadeungen" - 2:37
8. "Barnepigen" - 1:53
9. "Familieliv" - 1:45
10. "Først En Halv Time På Den Ene Side Så En Halv Time På Den Anden" - 1:45
11. "Ungka'l" - 1:50
12. "Scooternøglen" - 3:50
13. "Hos Tandlægen" - 1:57
14. "Ræven" - 1:27
15. "Møde Med Tjenesten" - 2:41
16. "Søvnløs" - 1:34
17. "Sølvbrullupssang" - 2:41